# إيان ماتسين
إيان ماتسين (بالهولندية: Ian Maatsen)‏ هو لاعب كرة قدم هولندي في مركز الدفاع، ولد في 10 مارس 2002 في فلاردينجن في هولندا. لعب مع نادي تشيلسي.

## وصلات خارجية
- إيان ماتسين على موقع الاتحاد الأوربي (الإنجليزية)
- إيان ماتسين على موقع قاعدة بيانات كرة القدم.إي يو (الإنجليزية)
- إيان ماتسين على موقع ليكيب (الفرنسية)
- إيان ماتسين على موقع Soccerbase.com (لاعب) (الإنجليزية)
- إيان ماتسين على موقع Soccerway.com (الإنجليزية)
- إيان ماتسين على موقع عالم كرة القدم.نت (الإنجليزية)